# Marsdenia steyermarkii
Marsdenia steyermarkii är en oleanderväxtart som beskrevs av R. E. Woodson. Marsdenia steyermarkii ingår i släktet Marsdenia och familjen oleanderväxter. Inga underarter finns listade i Catalogue of Life.